# Cross Sike
Der Cross Sike ist ein Wasserlauf in Dumfries and Galloway, Schottland. Er entsteht westlich des Cross Hills und fließt in südlicher Richtung, um mit dem Bloodhope Burn den Tomleuchar Burn zu bilden.